# Gibbularctus gibberosus
Gibbularctus gibberosus is een tienpotigensoort uit de familie van de Scyllaridae. De wetenschappelijke naam van de soort is voor het eerst geldig gepubliceerd in 1905 door De Man.